# Ferrocarril de Baturité
El Ferrocarril de Baturité (EFB) fue el primer ferrocarril de Ceará. Inició la operación ferroviaria en 1873 con el primer tramo de poco más de 7 km entre la Estación Central, en Fortaleza y la localidad de Parangaba. Funcionó con ese nombre hasta 1909.

## Historia

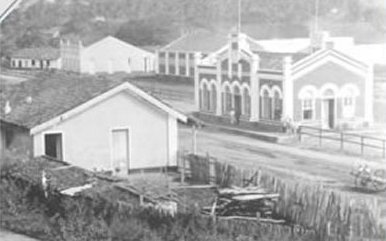
A la derecha, Estación de Baturité a mediados de 1920.

El EFB fue fruto de la sociedad surgida el 5 de marzo de 1870, entre el senador Tomás Pompeu de Sousa Brasil, Gonçalo Batista Vieira (Barón de Aquiraz), Joaquim da Cunha Freire (Barón de Ibiapaba), el negociante inglés Henrique Brocklehurst y el ingeniero civil José Pompeu de Albuquerque Cavalcante.
El objetivo era asegurar así la llegada de la producción de madera en Pacatuba y Maranguape hacia el puerto de Fortaleza. Después de firma el contrato de construcción del ferrocarril entre la Compañía y el Gobierno Provincial de Ceará el proyecto pasó a tener como punto final a la ciudad de Baturité, productora de café.
La estación central, actualmente Estación Profesor João Felipe fue erigida al lado del antiguo Cementerio de São Casimiro. La función de cementerio fue transferido al Cementerio São João Batista y en su lugar fue construido el despacho central y las oficinas.
Los raíles del primer tramo, de 7,20 km, comenzaron a ser colocados el 1 de julio de 1873, siendo entregada al tráfico el 14 de septiembre de 1873. Pese a ello la inauguración de este tramo no tuvo lugar hasta el 29 de noviembre del mismo año y la estación central fue inaugurada al día siguiente, 30 de noviembre. Las estaciones de Mondubim y Maracanaú fueron inauguradas el 14 de enero de 1875 y la de Pacatuba el 9 de enero de 1876. La situación financiera de la compañía fue ruinosa durante la sequía entre 1877 y 1879 y las obras fueron paralizadas. El Gobierno Imperial, a través del Decreto 6.918, del 1 de junio de 1878, asumió la parte construida del ferrocarril y los derechos de la Compañía de prolongar los ferrocarriles hasta el municipio de Baturité. En 1910 el Ferrocarril de Baturité fue sumado al Ferrocarril de Sobral creando la Red de Tráfico Cearense.